# Distrito de Capaya
El Distrito de Capaya es uno de los 17 distritos de la Provincia de Aymaraes  ubicada en el departamento de Apurímac, bajo la administración del Gobierno regional de Apurímac, en el sur del Perú.
Desde el punto de vista jerárquico de la Iglesia católica forma parte de la Diócesis de Abancay la cual, a su vez, pertenece a la Arquidiócesis de Cusco.

## Historia
El distrito fue mediante Ley No.12542 del 12 de enero de 1956, en el gobierno de Manuel A. Odría.

## Autoridades

### Municipales
- 2011-2014:[3]
  - Alcalde: Gumercindo Laime Quispe, de Alianza para el Progreso (APEP).
  - Regidores: Walter Campos Soto (APEP), Matias Contreras Morales (APEP). Gladys Arbieto Ayquipa (APEP). Tulio Chipana Chuquihuamani (APEP), Hubert Gómez Soto (Poder Popular Andino).

## Festividades
- Junio 24: San Juan Bautista.
- Julio 16/17: Virgen del Carmen
- Agosto 30/01: Santa Rosa de Lima